# Fliegerführer 6
Fliegerführer 6 war die Bezeichnung einer Dienststellung bzw. einer Kommandobehörde auf Brigadeebene der deutschen Luftwaffe im Zweiten Weltkrieg.

## Geschichte
Die Dienststelle des Fliegerführers 6 wurde am 26. November 1944 aufgestellt. Sie bezog ihr erstes Hauptquartier in Pillau-Neutief. Sie war der Luftflotte 6 unterstellt, die im Deutsch-Sowjetischen Krieg im Mittelabschnitt der Front intervenierte. Sie wurde am 8. Mai 1945, nach der bedingungslosen Kapitulation der Wehrmacht, aufgelöst.

## Fliegerführer
| Dienstgrad   | Name              | Datum                                  |
| ------------ | ----------------- | -------------------------------------- |
| Generalmajor | Wolfgang von Wild | 9. Dezember 1944 bis 24. Dezember 1944 |
| Oberst       | Karl Stockmann    | 24. Dezember 1944 bis 1. März 1945     |
| Oberst       | Ulrich Klintzsch  | 1. März 1945 bis 8. Mai 1945           |

## Unterstellung
| Unterstellung                 | von               | bis             |
| ----------------------------- | ----------------- | --------------- |
| Luftflotte 6                  | 26. November 1944 | 24. Januar 1945 |
| Luftwaffenkommando Ostpreußen | 24. Januar 1945   | 21. April 1945  |
| Luftwaffenkommando Nordost    | 21. April 1945    | 8. Mai 1945     |

## Unterstellte Verbände
| 5. Januar 1945 |                                                                                    |
| --- | ---------------------------------------------------------------------------------- |
| 5. Januar 1945 | Stab, 1., 2. und 3./Seeaufklärergruppe 126; Bordfliegergruppe 196; Seenotgruppe 60 |
| 8. März 1945 |                                                                                    |
| 3./ Fernaufklärungsgruppe 22; Stab, 1., 2. und 3./Seeaufklärungsgruppe 126; Einsatzteile Ergänzungs-Aufklärungsstaffel See; Bordfliegergruppe 196; 6./Minensuchgruppe 1 |                                                                                    |